# Фабрега Лопес, Октавио
Октавио Фабрега Лопес (исп. Octavio Fábrega López; 10 марта 1906, Панама, Панама — 1973) — панамский государственный деятель, министр иностранных дел Панамы (1941—1944 и 1955).

## Биография
В 1929 г. окончил Гарвардский университет с присуждением степени бакалавра права, в 1931 г. — юридический факультет Джорджтаунского университета.
С 1932 г. член юридической фирмы Arias, Fábrega и Fábrega. Член Ассоциации адвокатов Панамы, Ассоциации адвокатов зоны Панамского канала), Американского общества международного права, Боливарианского общества Панамы, Панамского общества международного права.
В 1936—1940 гг. — депутат Национальной Ассамблеи Панамы.
В 1941—1944 и 1955 гг. являлся министром иностранных дел Панамы.